# Campionati mondiali di sollevamento pesi 2022 - 102 kg maschile
Le gare di sollevamento pesi della categoria fino a 102 kg maschile — pesi massimi primi — dei campionati mondiali del 2022 si sono svolte dal 12 al 13 dicembre 2022 a Bogotà presso la Gran Carpa Américas Corferias.

## Programma
L'orario indicato corrisponde a quello colombiano (UTC-05:00)
| Data             | Orario | Evento   |
| ---------------- | ------ | -------- |
| 12 dicembre 2022 | 21:30  | Gruppo C |
| 13 dicembre 2022 | 11:30  | Gruppo B |
| 13 dicembre 2022 | 19:00  | Gruppo A |

## Medagliati
Per ciascun esercizio, i primi tre classificati sono i seguenti:
| Esercizio | Oro            | Oro    | Argento       | Argento | Bronzo               | Bronzo |
| --------- | -------------- | ------ | ------------- | ------- | -------------------- | ------ |
| Strappo   | Reza Dehdar    | 177 kg | Marcos Ruiz   | 176 kg  | Samvel Gasparyan     | 175 kg |
| Slancio   | Artëm Antropov | 222 kg | Fares El-Bakh | 217 kg  | Bekdoolot Rasulbekov | 217 kg |
| Totale    | Fares El-Bakh  | 391 kg | Reza Dehdar   | 390 kg  | Samvel Gasparyan     | 389 kg |

## Record
Prima di questa competizione, i record mondiali esistenti erano i seguenti:
| Record mondiale | Strappo | Mondiale standard | 191 kg | — | 1º novembre 2018 |
| Record mondiale | Slancio | Mondiale standard | 231 kg | — | 1º novembre 2018 |
| Record mondiale | Totale  | Mondiale standard | 412 kg | — | 1º novembre 2018 |

## Risultati
| Pos. | Atleta                          | Gr. | Peso atleta | Strappo (kg) | Strappo (kg) | Strappo (kg) | Strappo (kg) | Slancio (kg) | Slancio (kg) | Slancio (kg) | Slancio (kg) | Totale   |
| Pos. | Atleta                          | Gr. | Peso atleta | 1            | 2            | 3            | Pos.         | 1            | 2            | 3            | Pos.         | Totale   |
| ---- | ------------------------------- | --- | ----------- | ------------ | ------------ | ------------ | ------------ | ------------ | ------------ | ------------ | ------------ | -------- |
|      | Fares El-Bakh (QAT)             | A   | 96.70       | 170          | 174          | 177          | 5            | 217          | —            | —            |              | 391      |
|      | Reza Dehdar (IRI)               | A   | 100.80      | 168          | 173          | 177          |              | 210          | 211          | 213          | 5            | 390      |
|      | Samvel Gasparyan (ARM)          | A   | 102.00      | 175          | 179          | 179          |              | 213          | 213          | 214          | 4            | 389      |
| 4    | Bekdoolot Rasulbekov (KGZ)      | A   | 101.10      | 165          | 165          | 171          | 8            | 209          | 214          | 217          |              | 388      |
| 5    | Irakli Chkheidze (GEO)          | A   | 101.50      | 165          | 170          | 174          | 6            | 207          | 212          | 213          | 6            | 387      |
| 6    | Artëm Antropov (KAZ)            | A   | 101.10      | 163          | 163          | 166          | 15           | 217          | 222          | 227          |              | 385      |
| 7    | Marcos Ruiz (ESP)               | A   | 100.90      | 171          | 176          | 178          |              | 205          | 210          | 210          | 10           | 381      |
| 8    | Wesley Kitts (USA)              | A   | 101.70      | 164          | 165          | 170          | 11           | 202          | 207          | 209          | 7            | 379      |
| 9    | Vasil Marinov (BUL)             | A   | 101.90      | 170          | 174          | 176          | 4            | 203          | 208          | 210          | 11           | 377      |
| 10   | Artūrs Plēsnieks (LAT)          | B   | 102.00      | 161          | 165          | 165          | 14           | 200          | 205          | 208          | 8            | 373      |
| 11   | Won Jong-beom (KOR)             | B   | 98.70       | 161          | 165          | 170          | 13           | 200          | 207          | 211          | 9            | 372      |
| 12   | Tudor Bratu (MDA)               | A   | 99.80       | 170          | 175          | 175          | 9            | 200          | 205          | 207          | 13           | 370      |
| 13   | Sharofiddin Amriddinov (UZB)    | B   | 101.90      | 167          | 172          | 176          | 7            | 190          | 197          | 201          | 14           | 369      |
| 14   | Ryan Sester (USA)               | B   | 101.80      | 161          | 166          | 170          | 12           | 195          | 202          | 206          | 12           | 368      |
| 15   | Ali Al-Khazal (KSA)             | B   | 101.80      | 157          | 162          | 166          | 16           | 195          | 202          | 205          | 16           | 357      |
| 16   | Ahmed Abuzriba (LBA)            | B   | 101.20      | 150          | 160          | 165          | 17           | 185          | 191          | 196          | 15           | 356      |
| 17   | Aymen Touairi (ALG)             | B   | 101.80      | 160          | 160          | 160          | 18           | 190          | 200          | —            | 17           | 350      |
| 18   | Josef Kolář (CZE)               | B   | 101.20      | 152          | 156          | 159          | 20           | 184          | 189          | 190          | 18           | 346      |
| 19   | Luis Lamenza (PUR)              | B   | 101.90      | 155          | 161          | 161          | 21           | 185          | 185          | 185          | 20           | 340      |
| 20   | Joshua Uikilifi (TGA)           | C   | 100.70      | 150          | 154          | 156          | 22           | 185          | 190          | 192          | 19           | 339      |
| 21   | Pierre-Alexandre Bessette (CAN) | C   | 100.60      | 151          | 157          | 158          | 19           | 178          | 179          | 188          | 24           | 337      |
| 22   | Taniela Rainibogi (FIJ)         | C   | 99.10       | 150          | 155          | 155          | 23           | 179          | 183          | 188          | 21           | 333      |
| 23   | Karim Saadi (MEX)               | C   | 97.70       | 148          | 153          | 153          | 24           | 175          | 180          | 186          | 23           | 328      |
| 24   | James Daley (JAM)               | C   | 98.70       | 113          | 116          | 120          | 27           | 138          | 138          | 138          | 25           | 258      |
| —    | David Fischerov (BUL)           | A   | 101.00      | 170          | 174          | 175          | 10           | —            | —            | —            | —            | —        |
| —    | Stefan Ågren (SWE)              | B   | 101.90      | 145          | 145          | 150          | 25           | 185          | 186          | 186          | —            | —        |
| —    | Juan Prieto (PAR)               | C   | 96.30       | 130          | 136          | 140          | 26           | 170          | 170          | 170          | —            | —        |
| —    | Dawranbek Hasanbaýew (TKM)      | B   | 98.60       | 171          | 173          | 173          | —            | 182          | 186          | 186          | 22           | —        |
| —    | Ryunosuke Mochida (JPN)         | B   | 101.70      | 165          | 165          | 165          | —            | —            | —            | —            | —            | —        |
| —    | Hicham Moum (MAR)               | C   | ritirato    | ritirato     | ritirato     | ritirato     | ritirato     | ritirato     | ritirato     | ritirato     | ritirato     | ritirato |
| —    | Junior Ngadja Nyabeyeu (CMR)    | C   | ritirato    | ritirato     | ritirato     | ritirato     | ritirato     | ritirato     | ritirato     | ritirato     | ritirato     | ritirato |